# Rathaus Vohwinkel

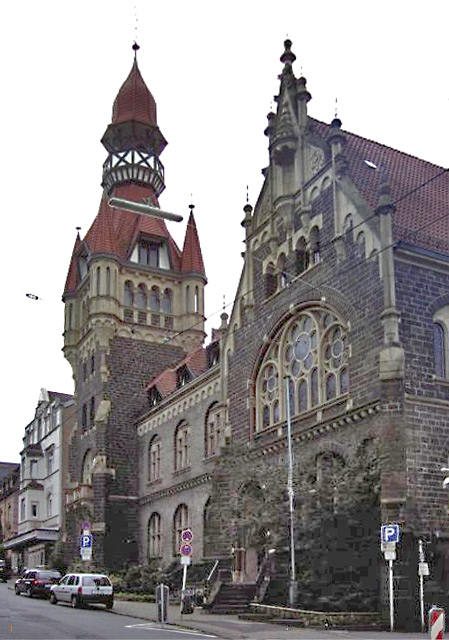
Das Vohwinkeler Rathaus

Das historistische Rathaus Vohwinkel mit seinem markanten, 38,50 m hohen Turm wurde 1897 bis 1898 nach den Plänen von Wilhelm Hüttenmeister erbaut. Damals war das Gebäude in der Rubensstraße Rathaus der Stadt Vohwinkel. Heute ist Vohwinkel ein Stadtbezirk von Wuppertal. 
Am 19. März 1891 wurde der Ankauf eines Grundstücks für den Bau eines Rathauses an der damaligen Kirchstraße (heute Rubensstraße) durch den Gemeinderat beschlossen. Im Herbst 1898 konnte das Haus teilweise genutzt werden und am 18. Mai 1899 fand die erste Gemeinderatssitzung in dem fertiggestellten Rathaus statt. Zwischen 1903 und April 1904 wurde das Rathaus um einen hinteren Anbau erweitert. 1904 kaufte die Gemeinde das hinter dem Rathaus liegende Grundstück bis zur Wilhelmstraße (heute Spitzwegstraße) an, um das Rathaus bei Bedarf weiter vergrößern zu können. Diese Pläne wurden aber verworfen; heute befinden sich auf dieser Fläche die Wagenhallen der Freiwilligen Feuerwehr und ein Parkplatz.
Das Rathaus diente als Sitz der Gemeindeverwaltung, Sparkasse, Dienstwohnung des Bürgermeisters und Polizeigefängnis. Heute wird das Gebäude für die Bezirksverwaltungsstelle Vohwinkel mit Bezirksvertretung, Sozialer Dienst, Einwohnermeldestelle, Stadtbibliothek und wird seit Ende 2007 auch für die Freiwillige Feuerwehr Vohwinkel genutzt.
Seit Anfang des Jahres 2009 befindet sich die Liegnitzer Sammlung, die sich vorher auf einer Etage in den Haspel-Häusern befunden hatte, in zwei Räumen der ersten Etage im Haus.